# Luigi Burlando
Luigi Virgilio Romolo Burlando (* 23. Januar 1899 in Genua; † 12. Dezember 1967 ebenda) war ein italienischer Fußball- und Wasserballspieler.

## Karriere
Burlando spielte Fußball und Wasserball für die Vereine SG Andrea Doria und CFC Genua. 1920 nahm er ein erstes Mal an Olympischen Spielen teil. In Antwerpen wurde er mit der italienischen Fußballmannschaft Vierter, im Wasserball erreichte er den elften Rang. In den Jahren 1921 und 1922 gewann er mit der Mannschaft von SG Andrea Doria die italienische Wasserballmeisterschaft. 1923 und 1924 wurde er italienischer Meister im Fußball mit CFC Genua. Im Jahr 1924 war er zudem ein weiteres Mal olympischer Teilnehmer. Bei den Spielen in Paris erreichte er mit der italienischen Fußballnationalmannschaft den fünften Rang. Im Laufe seiner Karriere absolvierte der Sportler 242 Spiele in Italiens höchster Fußballliga und wurde in 19 internationalen Fußballspielen eingesetzt.